# Krystyna Krahelska
Krystyna Krahelska (Mazurki, 24 marzo 1914 – Varsavia, 2 agosto 1944) è stata una poetessa ed etnografa polacca, fu un membro dell'Armia Krajowa e partecipò all'insurrezione di Varsavia.

## Biografia

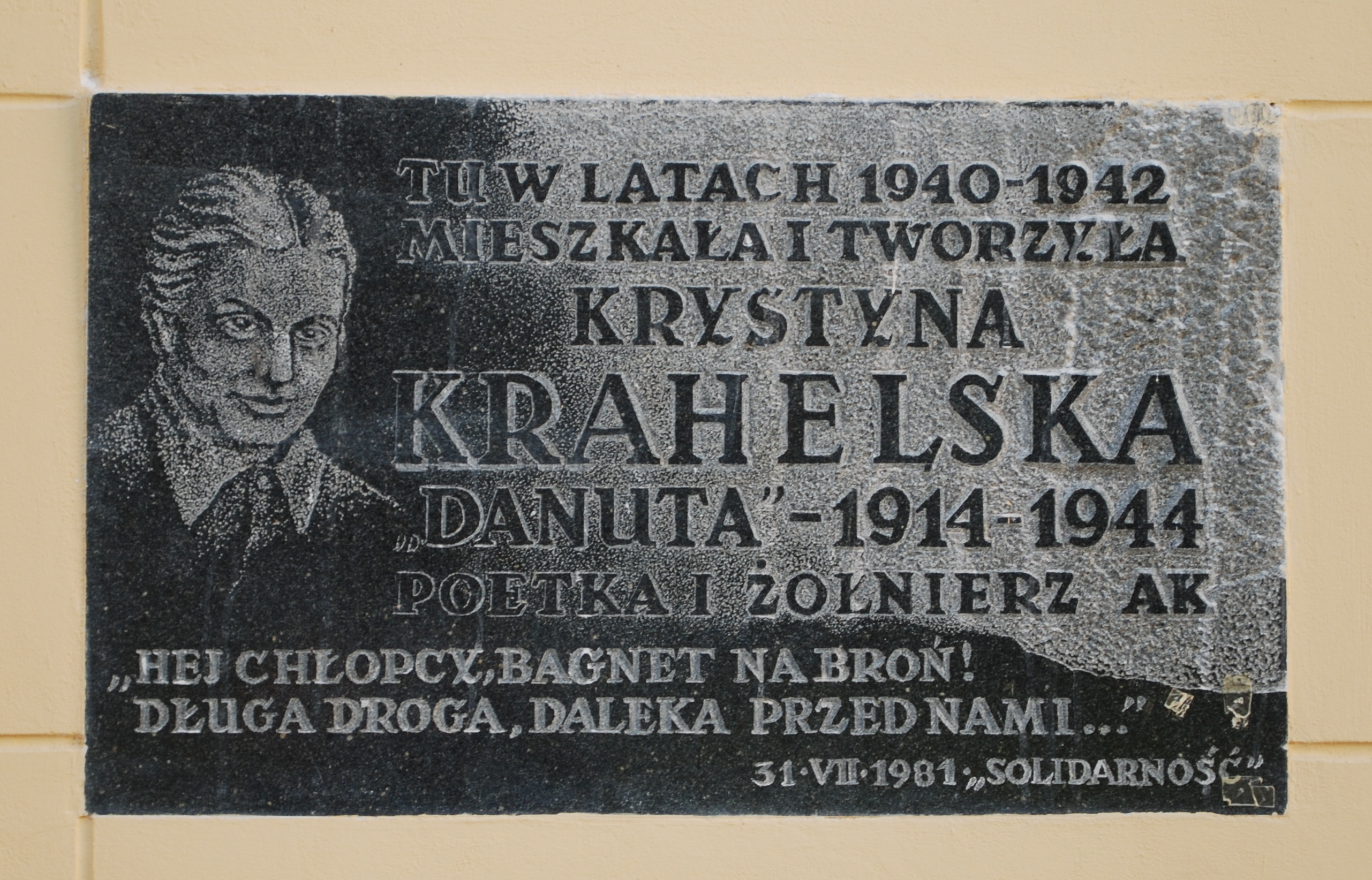
Targa commemorativa al Palazzo Czartoryski di Varsavia.

Nacque a Mazurki, vicino a Baranovichi (all'epoca nell'Impero russo, oggi in Bielorussia), in una tipica famiglia di intellettuali. Il padre, Jan Krahelski, era ingegnere, poi ufficiale dell'esercito polacco e voivoda della Polesie dal 1926 al 1932. La madre era Janina Bury, biologa. Era la nipote di Wanda Krahelska-Filipowicz (una delle partecipanti all'attentato al governatore generale russo Georgi Skalon) e la cugina del marito di Halina Krahelska.
Nel 1928 entrò a far parte dell'organizzazione scout Związek Harcerstwa Polskiego (ZHP) e dal 1929 al 1932 fu alla guida di un gruppo scout. Nel 1931 partecipò al raduno degli scout slavi a Praga con la delegazione polacca. Nel 1932 si diplomò alla scuola media Romuald Traugutt di Brześć nad Bugiem. Dall'ottobre 1932 studia geografia, storia ed etnografia presso la Facoltà di Lettere e Filosofia dell'Università di Varsavia. In quel periodo è stata una pupilla di Cezaria Jędrzejewiczowa. Nel maggio 1939 superò l'esame finale. Dal 1936 al 1937 posò per Ludwika Nitschowa, scultrice della Sirena di Varsavia.
Nel settembre 1939 la Polonia fu invasa dai nazisti e Varsavia occupata. Durante l'occupazione, visse a Varsavia e lavorò presso l'Istituto Nazionale di Coltivazione Agricola. Fu un corriere della Resistenza nella regione di Navahrudak. Dal 1943 al 1944 trasportò armi, si formò in medicina e lavorò come infermiera nell'ospedale locale di Włodawa, addestrò anche altre ragazze a prestare servizio medico.
Dal maggio 1943, e specialmente durante l'insurrezione di Varsavia, fu assegnata come infermiera al 1108º plotone (comandante: tenente Karol "Wron" Wróblewski) nella 3ª compagnia del 1º squadrone "Jeleń" del 7º reggimento di cavalleria AK di Lublino con lo pseudonimo "Danuta". Il 1º agosto, il plotone attaccò un edificio in via Marszałkowska 3/5, ospitava la redazione e la tipografia del "Nowy Kurier Warszawski". Mentre stava soccorrendo un collega ferito fu colpita tre volte al petto. Fu operata in ospedale ma a causa delle ferite riportate morì la mattina del 2 agosto.
Krystyna Krahelska fu sepolta la prima volta nel giardino della casa al numero 36 di via Polna. Dopo la guerra le sue ceneri furono trasferite nel vecchio cimitero di Służew. Fu promossa al grado di sergente dell'esercito postuma e le furono assegnate diverse medaglie.

## Opere
Ha scritto poesie e canzoni per gran parte della sua vita. La più famosa delle sue poesie fu "Hej chłopcy, bagnet na broń" ("Ehi ragazzi, baionetta sul fucile"), scritta nel gennaio 1943 per i soldati del battaglione clandestino "Baszta". Divenne la canzone più popolare della clandestinità polacca e dell'insurrezione di Varsavia. Il testo fu pubblicato per la prima volta sulla rivista clandestina "Bądź Gotów" ("Siate pronti") (20 novembre 1943 n. 21) e ristampato più volte sulla stampa insurrezionale. Inoltre, fu pubblicato in due antologie clandestine: "Pieśni podziemne" (1944) e "Śpiewnik BCh" (ottobre 1944), e in molte antologie di guerra.
Durante l'occupazione, due sue poesie furono conosciute e ampiamente cantate: la canzone "Kołysanka" ("Ninna nanna") scritta nel 1941-1942; titolo alternativo: "Kołysanka o zakopanej broni" ("Ninna nanna delle armi sepolte") e "Kujawiak", nota anche come "Kujawiak konspiracyjny ("Kujawiak cospiratorio"), "Kujawiak partyzancki" ("Kujawiak dei partigiani").
Dopo la guerra furono pubblicate due raccolte di sue poesie e canzoni, tra cui "Smutna rzeka" ("Fiume triste") e "Wiersze" ("Poesie"). I suoi testi sono stati utilizzati da Aga Zaryan nel suo album "Umiera piękno" ("La bellezza muore").